# Xerraire de Taiwan
El xerraire de Taiwan (Garrulax taewanus) és una espècie d'ocell de la família dels leiotríquids. És endèmic de Taiwan, on viu a altituds de fins a 1.200 msnm. El seu hàbitat natural són els boscos secundaris. S'alimenta d'insectes i llavors. Està amenaçat per la contaminació genètica resultant de la hibridació amb G. canorum, que és una espècie introduïda a Taiwan, així com per la destrucció del seu hàbitat a conseqüència del desenvolupament de l'agricultura i la construcció d'infraestructures. El seu nom específic, taewanus, significa 'taiwanès' en llatí.